# 欧洲分子生物学实验室
欧洲分子生物学实验室（英語：European Molecular Biology Laboratory，縮寫：EMBL）创建于1974年，是一所非营利性的分子生物学研究机构，由27个会员国，2个潜在会员国，和1个准会员国的公共研究资金的支持。欧洲分子生物学实验室现有约110个独立的研究和服务小组和团队，研究课题涵盖分子生物学的各个主要分支。EMBL的小组和团队列表可以在www.embl.org找到。该实验室在欧洲共有6处分站：位于德国海德堡（Heidelberg）的总部实验室、设在英国Hinxton的欧洲生物信息研究所、以及位于法国格勒诺布尔（Grenoble）、德国汉堡（Hamburg）、意大利蒙泰羅通多(Monterotondo，靠近羅馬)、以及西班牙巴塞罗那的分站。欧洲分子生物学实验室小组和实验室在分子生物学和分子医学进行基础研究，以及培训科学家，学生和游客。该组织帮助其成员国开发服务，新仪器和方法以及技术。以色列是唯一拥有正式成员资格的亚洲国家。

## 研究

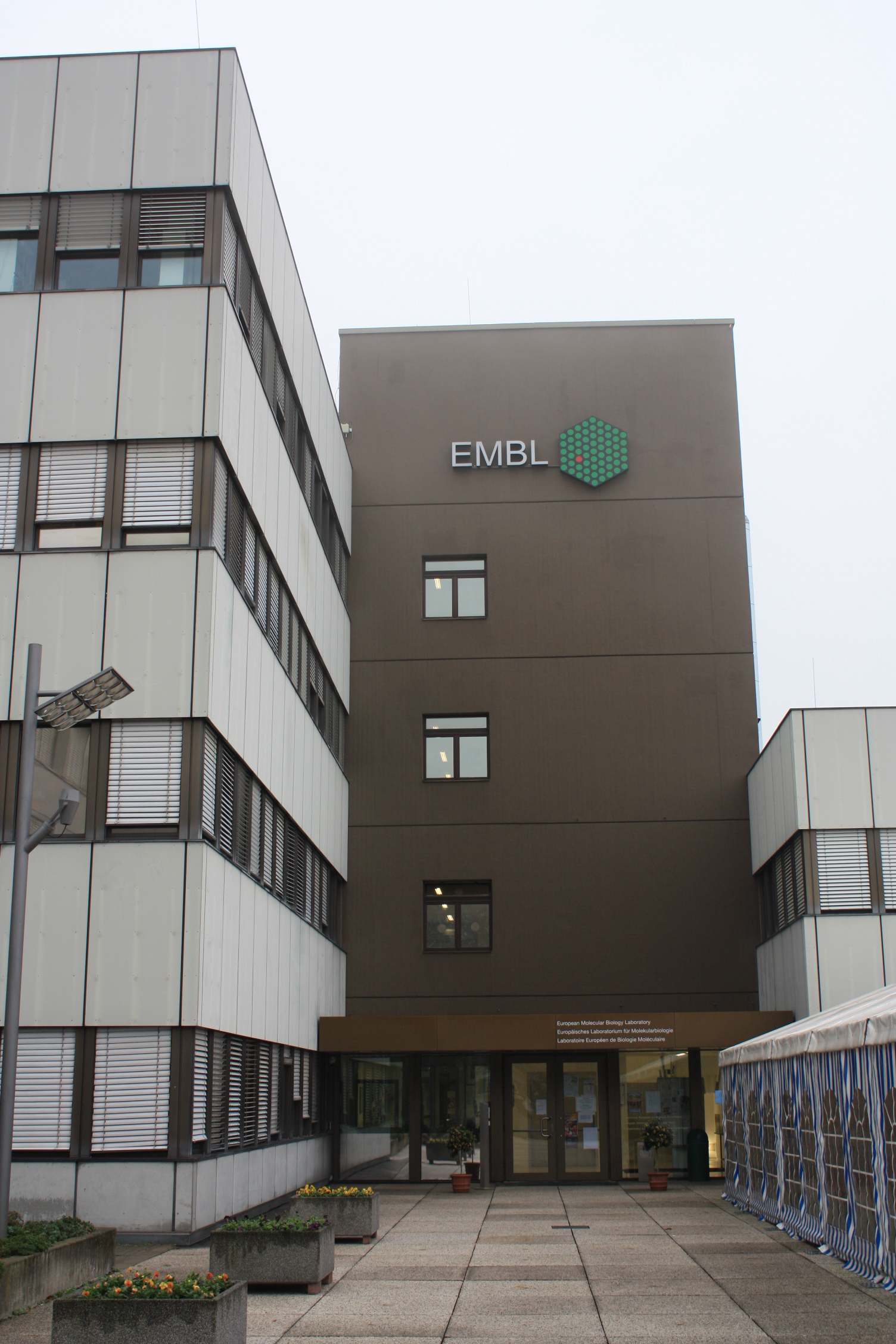
欧洲分子生物学实验室（EMBL）主入口

EMBL每个分站都有一个特定的研究领域。 EMBL-EBI是生物信息学研究和服务的中心，开发和维护大量免费的科学数据库。 在格勒诺布尔和汉堡，实验室研究的重点是结构生物学。

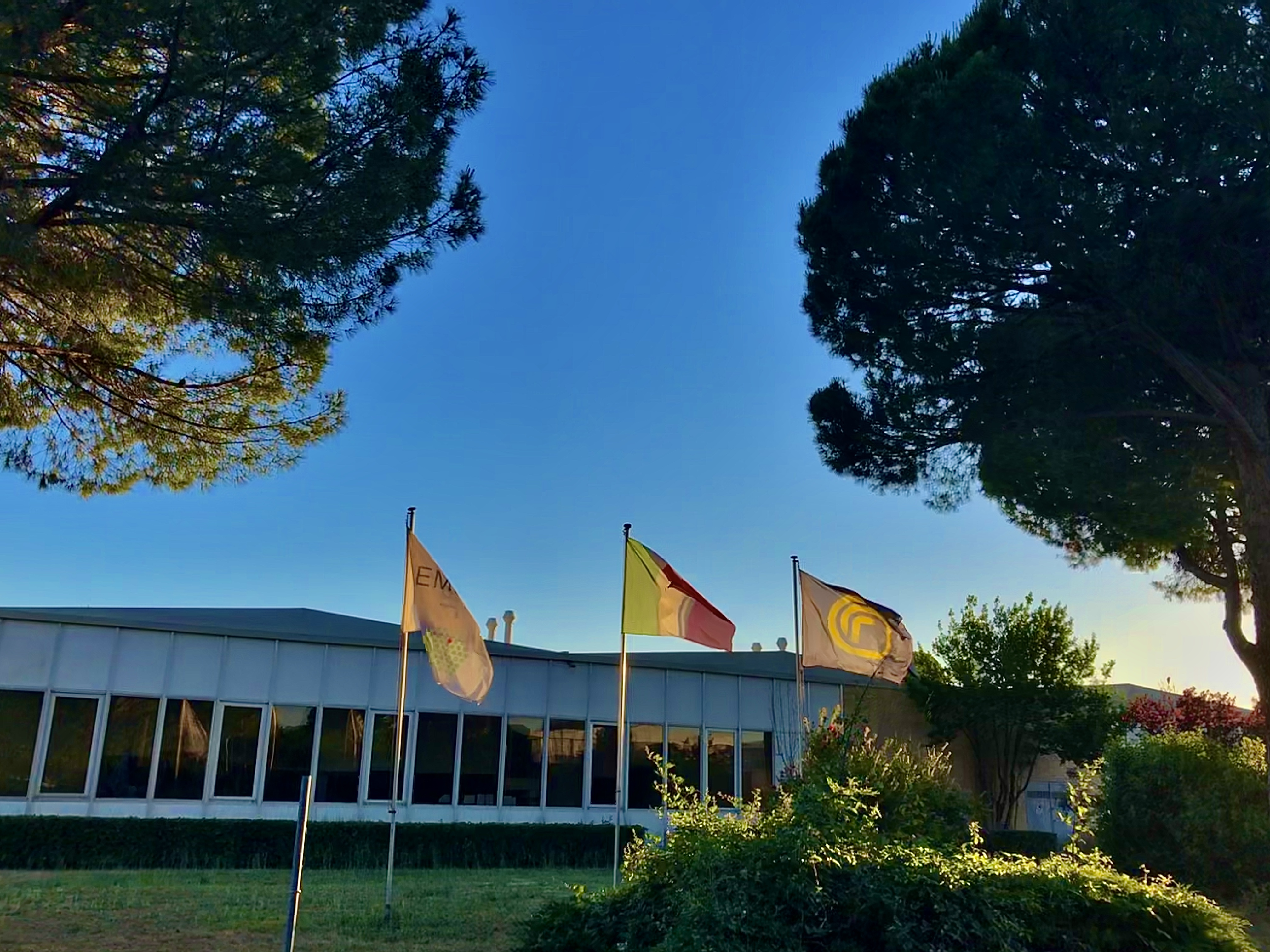
在罗马的欧洲分子生物学实验室（EMBL）

EMBL罗马分站致力于表观遗传学和神经生物学的研究。 EMBL巴塞罗那(Barcelona)分站的科学家们正在探索组织和器官在健康和疾病方面的功能和发育。
海德堡总部设有细胞生物学和生物物理学、发育生物学、基因组生物学、结构和计算生物学等部门，以及与上述研究领域相辅相成的服务团队。
有许多重大的科学进展是在欧洲分子生物学实验室完成的，其中最为著名的例子是克里斯汀·紐斯林-沃爾哈德和艾瑞克·威斯喬斯首次对果蝇的胚胎發育进行系统的遗传学分析，基于这一工作，他们两人及美国遗传学家愛德華·路易斯于1995年获颁诺贝尔生理学或医学奖。

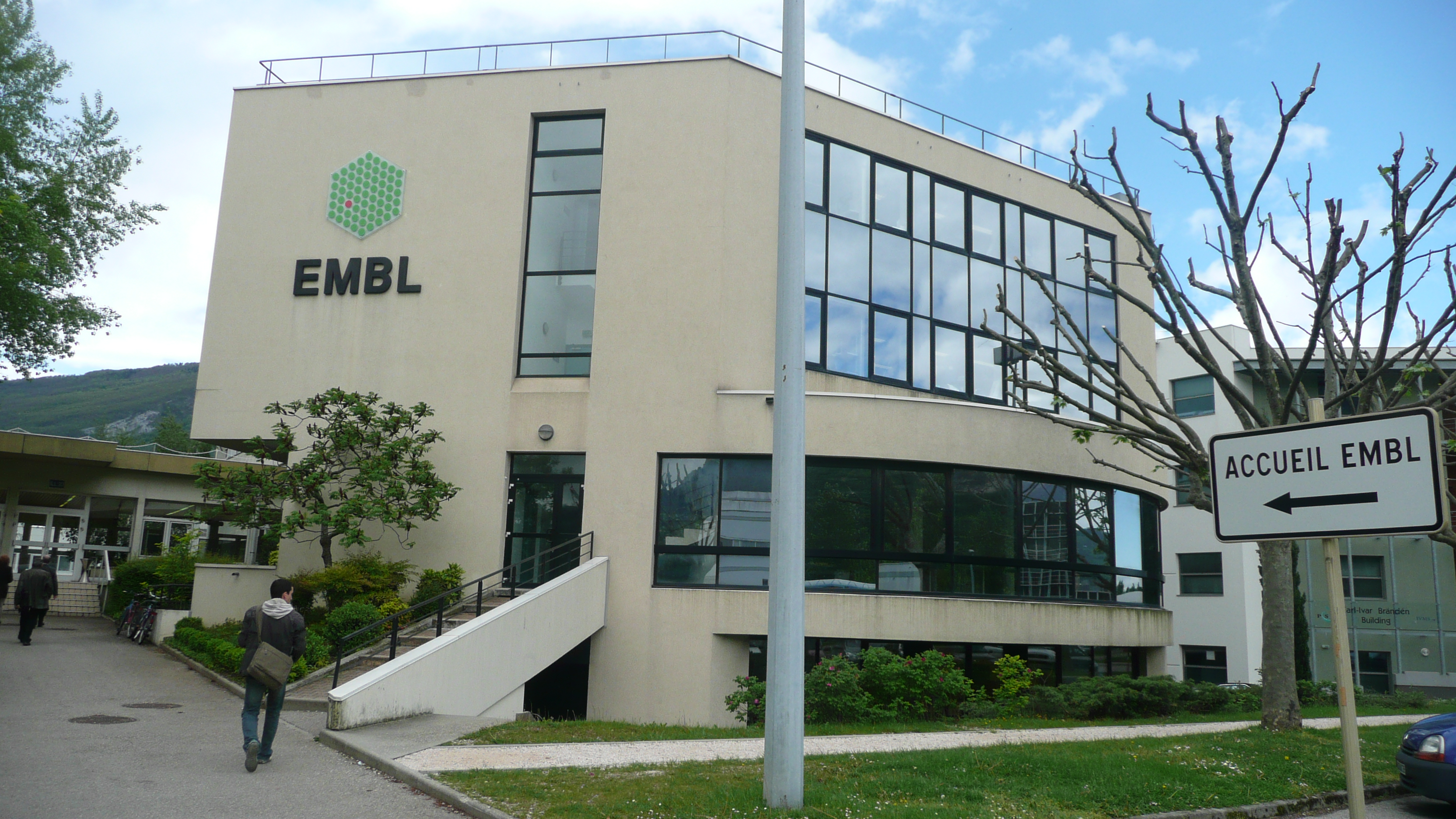
EMBL格勒诺布尔（Grenoble）分站.

## 科学服务
欧洲分子生物学实验室的核心宗旨是：从事分子生物学及分子医学方面的基础研究；为科学家、学生及访问学者提供相应层次的训练；为成员国的科学家提供必需的先进实验和数据服务(advanced experimental and data services （页面存档备份，存于）)；在生命科学领域内开发新型的科研仪器及研究手段；积极参与生物技术的转化及应用。2021年，EMBL在其海德堡总部建成了一个新的高分辨率光学和电子显微镜中心——EMBL成像中心(EMBL Imaging Centre （页面存档备份，存于）)。 该中心向世界各地的访问科学家开放，并通过将最新的成像技术与专家建议和行业主导的发展相结合，为生命科学提供独特的服务设施。

## EMBL高级培训中心
2010年3月，EMBL高级培训中心(ATC)在海德堡的主校区落成。它有以双螺旋形式的外形，它举办科学会议、研讨会和培训课程，并提供有培训实验室和演讲厅。
ATC还主持EMBL的欧洲生命科学学习实验室 (ELLS) （页面存档备份，存于），该实验室为中学教师提供分子生物学最新发展的培训，并开展学生外展教育计划。

## 培训

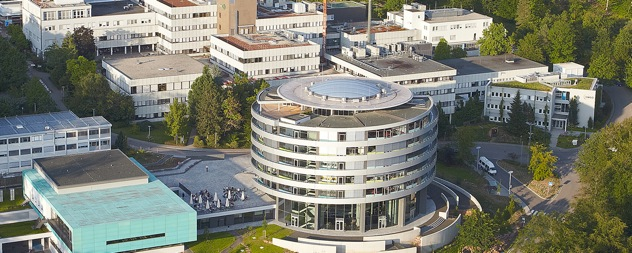
EMBL海德堡大楼，包括新的高级培训中心

高级培训是EMBL的四个核心任务之一。多年来，实验室已经建立了一些培训活动，其中EMBL国际博士课程（EIPP）是旗舰计划 - 它有一个大约200的学生团体，并且自从1997年以来有权授予自己的学位。其他活动包括博士后计划，包括EMBL跨学科博士后计划（EIPOD）; 欧洲生命科学学习实验室（ELLS）的教师培训; 和访问学者计划。

## 科学与社会
该研究所也积极主办一项名为“科学與社会”的项目（Science and Society programme），提供关于生命科学研究当前问题的活动和事件，目的是促进科学家和公众之间的交流。

## 会员国
EMBL目前得到27个会员国，一个准会员国，和两个潜在会员国的支持。
| 会员国                             | 加入年份 |
| ---------------------------------- | -------- |
| 奥地利                             | 1974     |
| 比利时                             | 1990     |
|                                    | 2006     |
| 捷克                               | 2014     |
| 丹麦                               | 1974     |
| 芬兰                               | 1984     |
| 法國                               | 1974     |
| 德国                               | 1974     |
| 希腊                               | 1984     |
| 冰島                               | 2005     |
| 愛爾蘭                             | 2003     |
| 以色列                             | 1974     |
| 義大利                             | 1974     |
| 盧森堡                             | 2007     |
| 馬爾他                             | 2016     |
| 荷蘭                               | 1974     |
| 挪威                               | 1985     |
| 葡萄牙                             | 1998     |
| 西班牙                             | 1986     |
| 瑞典                               | 1974     |
| 瑞士                               | 1974     |
| 英国                               | 1974     |
| 潜在成员国 (Prospect Member State) |          |
| 匈牙利                             | 2014     |
| 立陶宛                             | 2015     |
| 波蘭                               | 2014     |
| 斯洛伐克                           | 2014     |
| 准会员 (Associate member)          |          |
| 阿根廷                             | 2014     |
|                                    | 2008     |